# Bendicht Straub
Bendicht Straub (* 11. November 1787 in Belp; † 14. Januar 1868 in Seftigen) war ein Schweizer Politiker. Er war 1850/51 Regierungsrat des Kantons Bern, von 1851 bis 1854 gehörte er dem Nationalrat an.

## Biografie
Der Sohn des gleichnamigen Landwirts und Amtsrichters erhielt eine juristische Ausbildung. Von 1832 bis 1846 amtierte Straub als Gerichtspräsident des Amtsbezirks Seftigen, darüber hinaus war er Gutsbesitzer und Kaufmann. Nachdem 1831 im Kanton Bern die Regeneration mit einer Volksversammlung in Münsingen begonnen und zu einer neuen Verfassung geführt hatte, gehörte er zu den führenden Liberalen im Gürbetal. 1832 wurde er in den Grossen Rat gewählt, dem er 14 Jahre lang angehörte.
1846 sass Straub im Verfassungsrat. Er war mit der revidierten Verfassung nicht einverstanden, da sie zu viele Zugeständnisse an die Radikalen enthalte. Nach deren Wahlsieg wechselte er zusammen mit Eduard Blösch zu den Konservativen. 1849/50 war er wieder im Grossen Rat vertreten. Straub leitete am 25. März 1850 die konservative Wahlversammlung in Münsingen, die entscheidend zum knappen Sieg der reaktionären Kräfte bei den Grossratswahlen im Mai 1850 beitrug. Die neue konservative Grossratsmehrheit wählte ihn daraufhin in den Regierungsrat. Nach nur einem Jahr trat er zurück. Straub kandidierte bei den Nationalratswahlen 1851 und wurde im Wahlkreis Mittelland gewählt. Drei Jahre später unterlag er im dritten Wahlgang dem gemässigten Liberalen Christoph Albert Kurz.